# ديرك أو. ماير
ديرك أو. ماير (بالإنجليزية: Dirk O. Meyer)‏ هو موزع أمريكي، ولد في 1977 في دوسلدورف في ألمانيا.